# Black Widow (hentai)
Black Widow (japanska: Kurohime: Shikoku no Yakata 黒姫 -桎梏の館-) är en japansk Hentai-Original Video Animation i två delar med BDSM och skräckinslag. Den första delen släpptes i maj 2002 och del 2 släpptes i mars 2003. Den är animerad av två studior, Discovery och Mook. Den släpptes på DVD i USA 1 oktober 2004 och i Sydkorea släpptes den 7 december samma år.

## Handling
Sju ungdomar (4 tjejer och 3 killar) är ute på camping och bestämmer sig för att gå på en längre promenad efter att ha lagat kvällens middag. De lyckas gå vilse i skogen och då kompassen slutar fungera leds de mot en mystisk herrgård mitt i ingenstans. Herrgården är belägen i ett mystiskt område där det sägs ligga en stor kyrkogård.
Väl inne förstår de att ägaren inte vill att de beger sig av. Herrgården har dessutom en påtaglig koppling till Seya, en av de fyra tjejerna i gruppen.

## Produktion

### Japan
- Regi: Yusaku Saotome, Yuu Yahagi
- Manus: Hajime Yamaguchi, Yuu Yahagi
- Storyboard: Yusaku Saotome, Yuu Yahagi
- Musik: Takeshi Nishizawa

### USA
- Översättning: Bunny-bot-X
- Eftersynkning: John B Naurus
- Exekutiv producent: Humphrey G Kumano

## Röster

### Japanska röster
- Kaede Hanamigawa-Seiya
- Masato Gotanda-Akira
- Sakura Takatsuki-Maya
- Nana Nogumi-Sayaka
- Naoki Tohjoh-Jun
- Rikio Nagareishi-Naoya
- Sakura-Yukari
- Yuuka Misaki-Saki

### Engelska röster
- Brandy Delmar-Seya, Saki
- Pete Meat-Akira
- Candi Washington-Maya
- B. Rosenblum-Sayaka
- Jonathan Boggs-Jun
- Brad Foreskin-Naoya
- Sheila Whittier-Yukari
- Alex Aris, Delia Espinosa-Övriga röster